# Ист Энд Лайонз
«Ист Энд Лайонз» — сьерра-леонский футбольный клуб из города Фритаун. Выступает в Премьер лиге Сьерра-Леоне. Основан в 1928 году. Матчи проводит на Национальном стадионе, вмещающем 45 000 зрителей.

## Достижения
- Премьер лига Сьерра-Леоне: 12[2]

1977, 1980, 1985, 1992, 1993, 1994, 1997, 1999, 2005, 2009, 2010, 2019
- Кубок Сьерра-Леоне: 4

1963/1964, 1972/1973, 1974/1975, 1989

## Международные соревнования
- Лига чемпионов КАФ: 3

1998 — Preliminary Round
2006 — Preliminary Round
2010 — Preliminary Round
- Клубный кубок африки: 3

1981: Первый раунд
1986: withdrew in Preliminary Round
1994: Первый раунд
- Кубок КАФ: 1

1992 — Первый раунд
- Кубок обладателей кубков КАФ: 1

1990 — Второй раунд